# Пета димензија – Тајне натприродног
Пета димензија – Тајне натприродног (енгл. Dimension PSI) је била документарна ТВ серија од шест епизода, које су се приказивале на каналу Discovery током 2006. године. Свих шест епизода су у трајању од по 50 минута. Серија је дистрибуисана од стране Parthenon Entertainment, и првобитно је настала од стране компаније German MPR Film und Fernsehproduktion GmbH током 2005. године.

## Епизоде
1. Егзорцизам – обрађује тему егзорцизма и случај Анелисе Мишел
2. Духови – говори о Духовима
3. Ум над материјом – говори о телекинези
4. Блиска смрт – говори о искуствима блиске смрти
5. Реинкарнација – говори о реинкарнацији
6. Телепатија – говори о телепатији